# استافورد (تگزاس)
استافورد، تگزاس(به انگلیسی: Stafford, Texas) شهری در ایالت تگزاس از ایالات جنوبی ایالات متحده آمریکا است. در سرشماری سال ۲۰۰۰، جمعیت این شهر ۱۵۶۸۱ نفر اعلام شد.

## نگارخانه

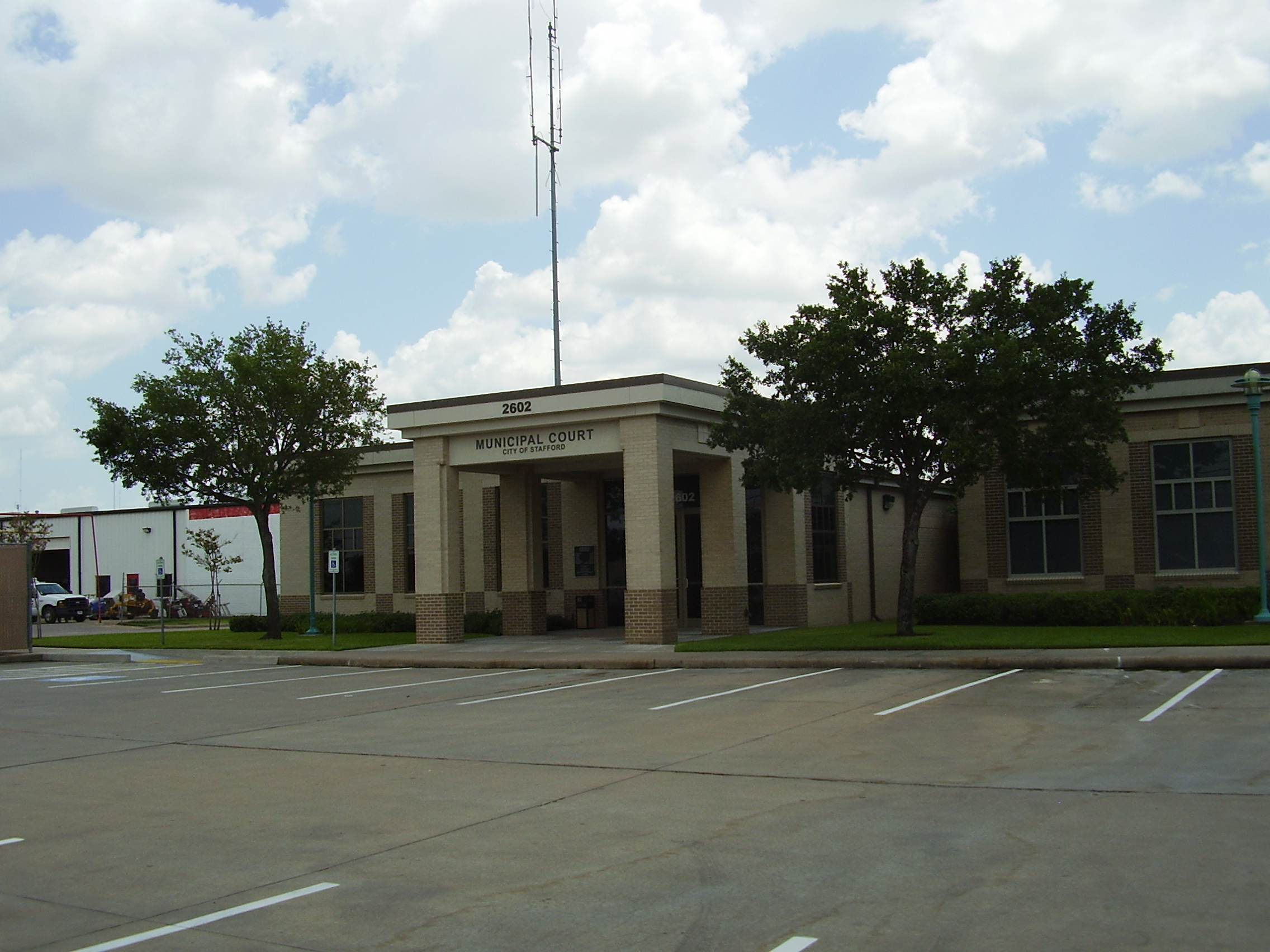
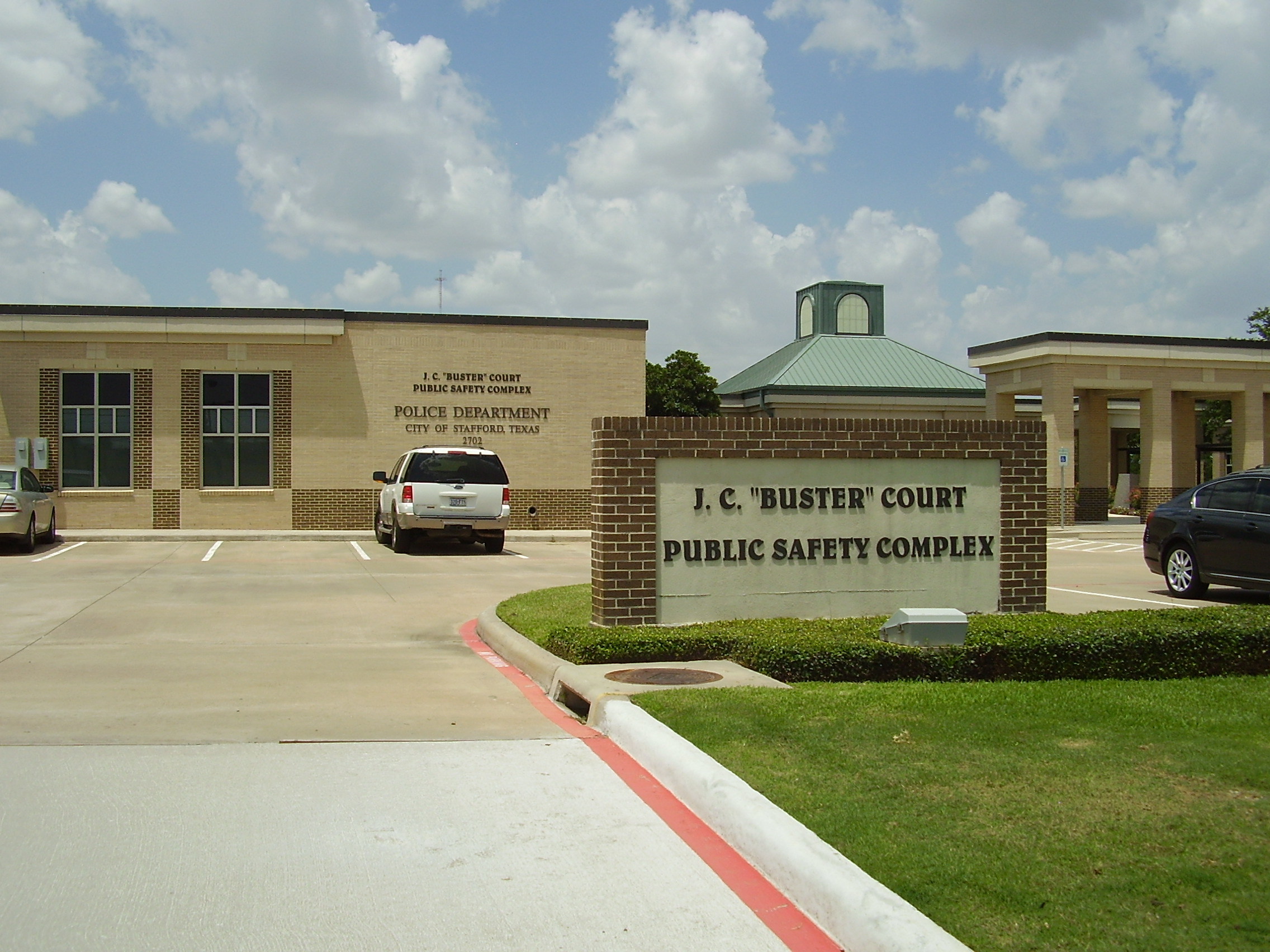
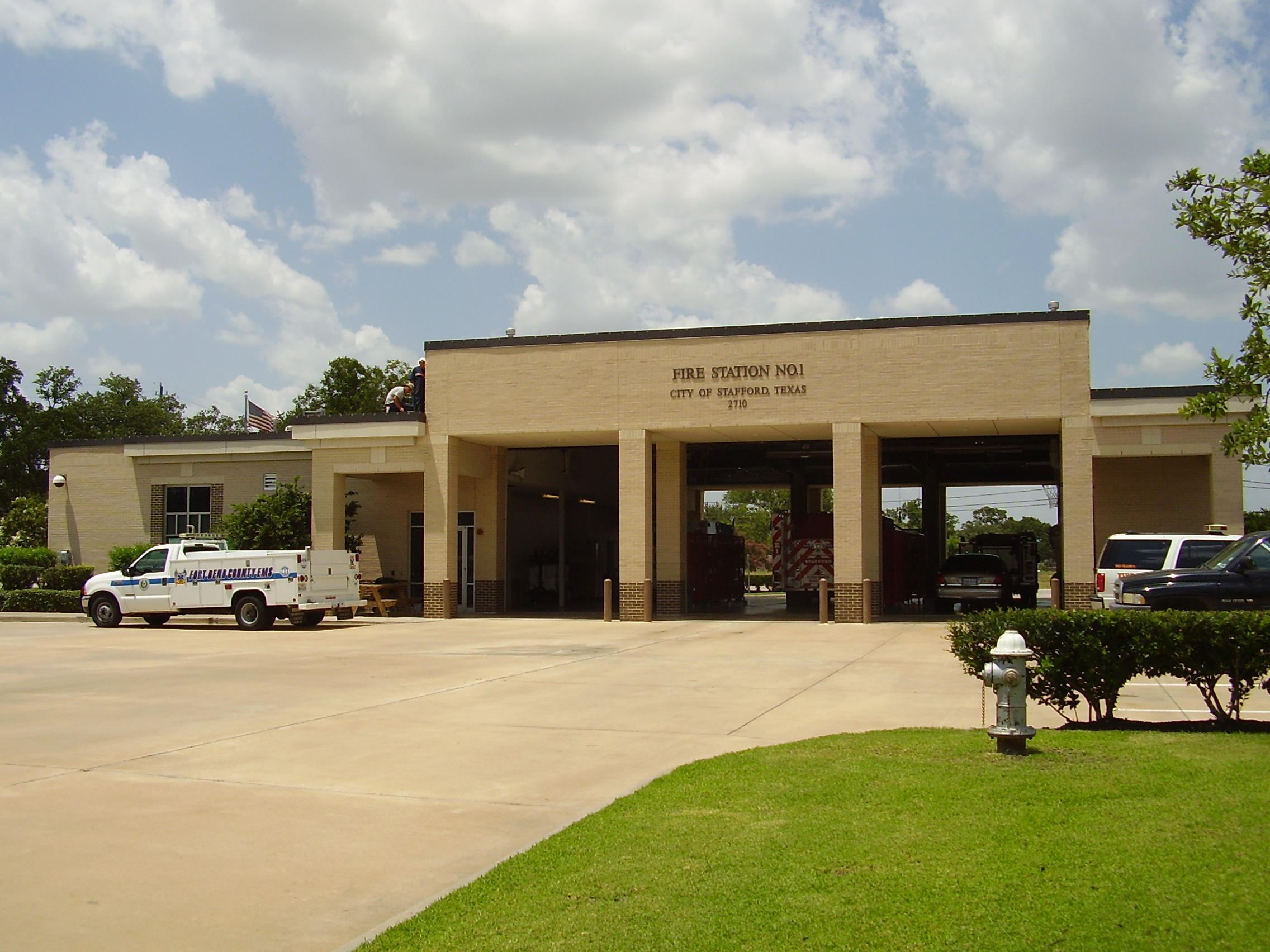
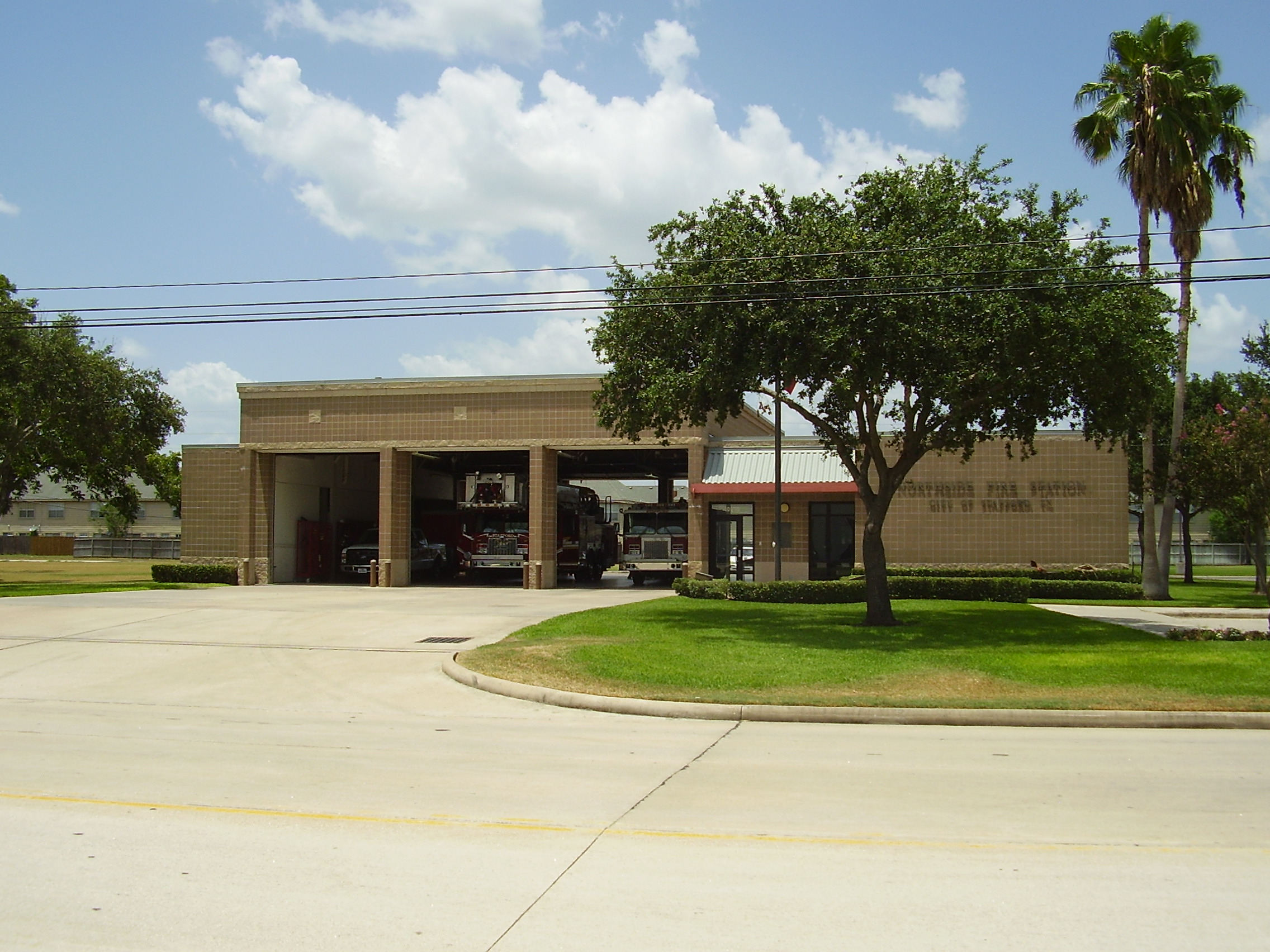
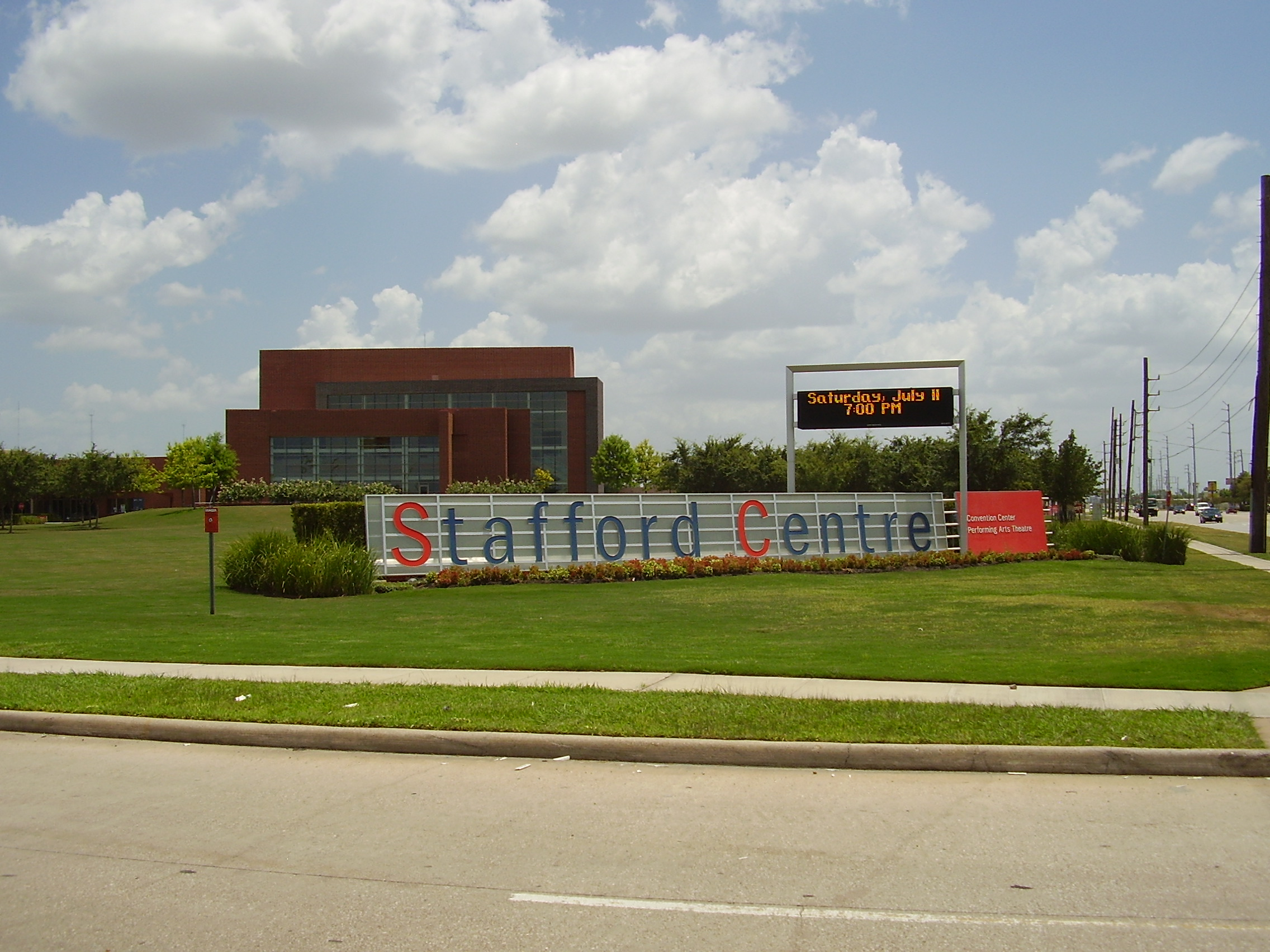
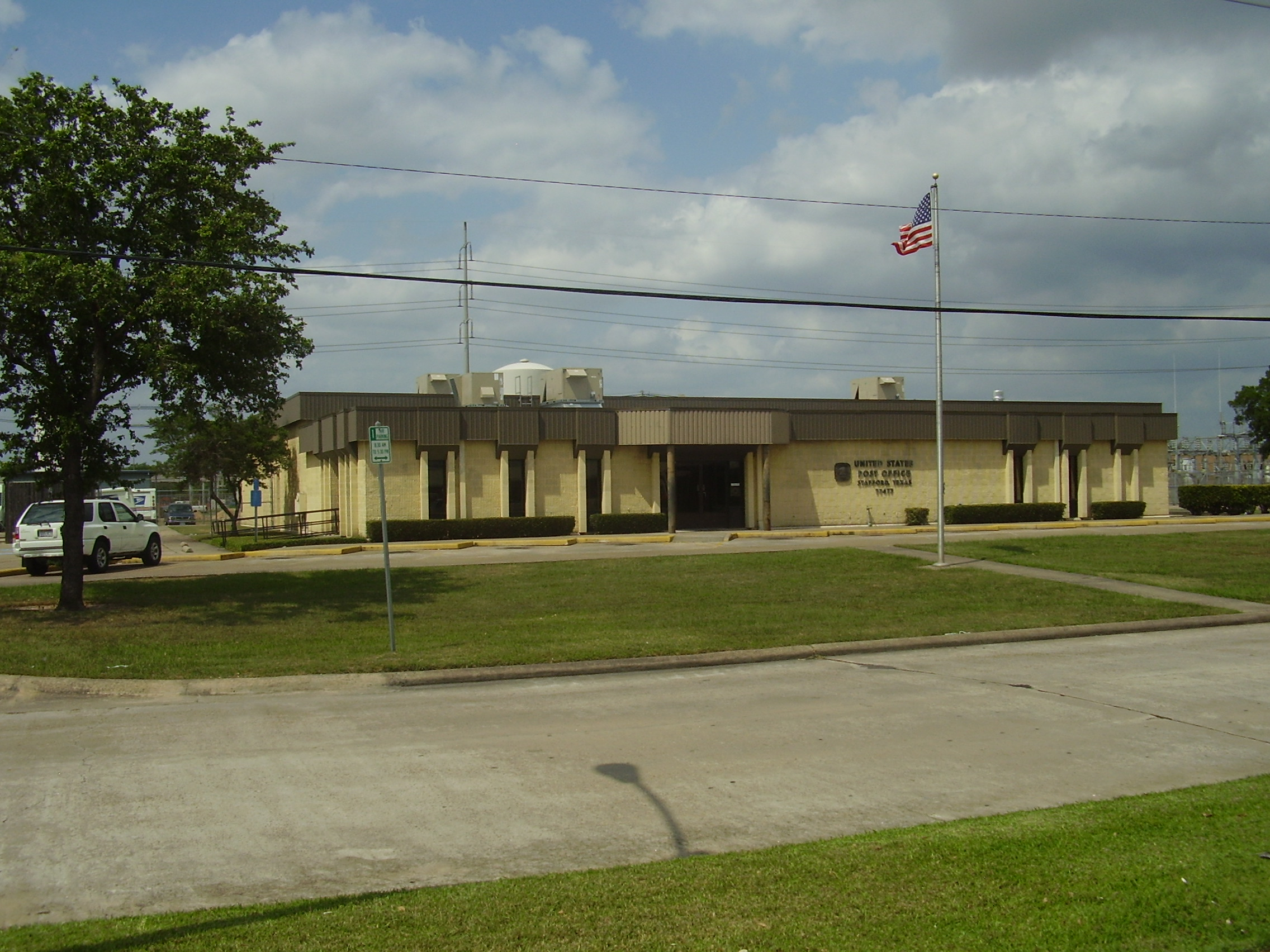